# モビルファイター
モビルファイター (MOBILE FIGHTER) は、アニメ『機動武闘伝Gガンダム』およびその派生作品に登場する、架空の兵器の分類のひとつ。
ガンダムファイト専用に開発されたモビルスーツ (MS) あるいはモビルアーマー (MA) のことを指す。略称はMF。

## 概要
戦闘機などの延長上にあるコントロールスティックやフットバーなどでの操縦にAIなどによる支援が加わったものであるMSに対し、MFは搭乗者・ガンダムファイターの動きがそのままMFの動きに反映されるモビルトレースシステムで操縦する。
また、MFは通常ガンダムファイト専用の機体として建造されるため、大半のMFはガンダムタイプである。
ガンダムファイトのルール上、頭部を破壊された場合は失格となる。また、MFの管制システムは頭部に集中しているため、頭部を破壊されると行動不能になるという設定が、マスターグレードの解説書やケイブンシャ発行の『機動武闘伝Gガンダム大百科』などにて記述されているほか、漫画『超級!機動武闘伝Gガンダム』においても同様の描写がされている。
ガンダムファイト本戦に出場するMFには大会登録番号が与えられ、ガンダムファイト運営委員会によって管理される。登録番号の発行規則は、"GF"+ガンダムファイトの回数+"-"+所属国家の前回大会の順位+所属国家の略号、となっている。また、大会途中で乗り換えを行った場合、2機目以降にはその直後に何機目かを示すローマ数字が付く。ゴッドガンダムの場合、「GF13-017NJ II」の登録番号が与えられている。これは「GF13」が「第13回ガンダムファイト」の出場機体であること、「017」は前回大会の順位、「NJ」は所属国家のネオジャパン、末尾の「II」が第13回大会のレギュレーションにのっとり、乗り換えが行われた2機目のガンダムであることを示している。
ただし、同じガンダムが複数回ガンダムファイトに出場した場合のみ、複数個の大会登録番号を持っている場合がある。具体的には第9回-第12回大会に出場したジェントル・チャップマンの駆るブリテンガンダムと、第12回並びに第13回大会に出場した東方不敗マスター・アジアの駆るクーロンガンダムである。

## モビルトレースシステム
モビルトレースシステムはMFを制御する操縦系であり、搭乗者側はナノマシンを内蔵したファイティングスーツを着込み、機体内部に乗り込む。スーツの着用はゴム状の薄い膜を張ったリングが搭乗者の頭上から下に向かって回転しながら通過し、搭乗者の首から下にフィットするように膜が貼り付き、スーツが形成される。膜は張りがあり、上から強く押しつけながら巻きつきように装着されるので、全身には大きな負荷がかかる。そのため鍛え抜かれたガンダムファイターであっても苦痛を伴う作業となる。システム側は搭乗者のスーツに仕込まれたセンサーから得られる伝達動作・筋肉電流・脳波・神経電流などさまざまな動きをトレースし、機体を動かす。ただし、人体の骨格と機体の構造は必ずしも同一ではないため、歩行を含めトレースしきれない部分はガンダムファイター側の意思や感情を機体側のレートにコンバートして対応する。尚、未来世紀においてはディマリウムを用いた脳波制御技術が確立されており、ファイティングスーツに使用されるモビルトレースシステムのアンテナや一部武器の使用にも活用されている。逆に、MFが受けたダメージ、電位差、重力加速度等はファイティングスーツを通して痛覚等として再現され、ガンダムファイターへとフィードバックされる。尚、各種のセンサーや兵装用トリガーの追加は任意で可能となる。

## 動力
MFに用いられる動力は不透明である。未来世紀においては重力制御技術が確立されているため、超電導とグラビティコイルを用いた熱交換発電が存在する。一方で、MFには液体ヘリウムと液体酸素を用いた核融合炉が搭載、重力制御技術を用いた縮退炉が採用されているとした説も存在するとされる。

## 一覧情報
参照場所はモビルファイター名からのリンクを参照。

### 各国関連MF
複数のMFが登場した国のMF（モビルファイター）を記載。
| モビルファイター名                        | 出場大会・備考                                                     |
| ネオジャパン関連MF                        | ネオジャパン関連MF                                                 |
| ----------------------------------------- | ------------------------------------------------------------------ |
| ヤマトガンダム                            | 第7回出場 （漫画のみ）                                             |
| ウルベ機（名称不明）                      | 第12回出場                                                         |
| シャイニングガンダム                      | 第13回出場                                                         |
| ライジングガンダム                        | 大会未出場                                                         |
| シェイディングガンダム                    | 大会未出場 （漫画のみ）                                            |
| デビルガンダム （アルティメットガンダム） | 大会未出場                                                         |
| ゴッドガンダム                            | 第13回出場（優勝）                                                 |
| シャイニングアッガイ                      | アッガイファイト出場 （漫画のみ）                                  |
| ハイパーゴッドガンダム                    | 第14回出場（優勝） （漫画のみ）                                    |
| テンロウガンダム                          | 大会未出場                                                         |
| ブラックガンダム                          | 大会未出場                                                         |
| ネオアメリカ関連MF                        |                                                                    |
| ガンダムフリーダム                        | 第2回出場（優勝）                                                  |
| ガンダムフリーダム                        | 第7回出場 （漫画のみ）                                             |
| ガンダムマックスター                      | 第13回出場                                                         |
| ガンダムマックスリボルバー                | 第13回出場 （漫画のみ）                                            |
| アッガイマックスター                      | アッガイファイト出場 （漫画のみ）                                  |
| ネオフランス関連MF                        |                                                                    |
| バロンガンダム                            | 第5回出場（優勝）                                                  |
| エッフェルガンダム                        | 第7回出場 （漫画のみ）                                             |
| ガンダムローズ                            | 第13回出場                                                         |
| ミラージュガンダム                        | 大会未出場 （国内大会のみ）                                        |
| ガンダムヴェルサイユ                      | 第13回出場 （漫画のみ）                                            |
| ネオロシア関連MF                          |                                                                    |
| モスクガンダム                            | 第7回出場 （漫画のみ）                                             |
| コサックガンダム                          | 第8回出場（優勝）                                                  |
| ボルトガンダム                            | 第13回出場                                                         |
| ガンダムボルトクラッシュ                  | 第13回出場 （漫画のみ）                                            |
| ネオチャイナ関連MF                        |                                                                    |
| フェイロンガンダム                        | 第4回出場（優勝）                                                  |
| コウガガンダム                            | 第7回出場 （漫画のみ）                                             |
| ドラゴンガンダム                          | 第13回出場                                                         |
| ガンダムダブルドラゴン                    | 第13回出場 （漫画のみ）                                            |
| ネオホンコン関連MF                        |                                                                    |
| クーロンガンダム                          | 第12回出場（優勝） 第13回出場                                      |
| マスターガンダム                          | 第13回出場                                                         |
| ネオイングランド関連MF                    |                                                                    |
| ブリテンガンダム                          | 第9回出場（優勝） 第10回出場（優勝） 第11回出場（優勝） 第12回出場 |
| ジョンブルガンダム                        | 第13回出場                                                         |
| ネオドイツ関連MF                          |                                                                    |
| カイザーガンダム                          | 第7回出場（優勝）                                                  |
| ガンダムシュピーゲル                      | 第13回出場                                                         |
| ネオイタリア関連MF                        |                                                                    |
| ディアボロガンダム                        | 第7回出場 （漫画のみ）                                             |
| ネロスガンダム                            | 第13回出場                                                         |
| ネオエジプト関連MF                        |                                                                    |
| ファラオガンダムIII世                     | 第3回出場（優勝）                                                  |
| ファラオガンダムIV世                      | 第4回出場                                                          |
| ファラオガンダムXIII世                    | 第13回出場                                                         |
| スフィンクスガンダム                      | 大会未出場                                                         |
| ネオギリシャ関連MF                        |                                                                    |
| バルカンガンダム                          | 第1回出場（優勝）                                                  |
| ガンダムスパルタン                        | 第7回出場 （漫画のみ）                                             |
| ゼウスガンダム                            | 第13回出場                                                         |
| ネオインド関連MF                          |                                                                    |
| バラモンガンダム                          | 第7回出場 （漫画のみ）                                             |
| コブラガンダム                            | 第13回出場                                                         |
| ネオデンマーク関連MF                      |                                                                    |
| マーメイドガンダム                        | 第13回出場                                                         |
| 海洋生物型ガンダム                        | 大会未出場                                                         |
| ネオネパール関連MF                        |                                                                    |
| タントラガンダム                          | 第11回出場                                                         |
| マンダラガンダム                          | 第13回出場                                                         |
| ネオドードー関連MF                        |                                                                    |
| ディック・ザ・ガンダム                    | 第10回出場 （漫画のみ）                                            |
| タイガー・ジェット・ガンダム              | 第11回出場 （漫画のみ）                                            |
| アブドーラ・ザ・ガンダム                  | 第12回出場 （漫画のみ）                                            |
| ジャンピングガンダム                      | 第13回（乱入） （漫画のみ）                                        |
| ガンダムマスク                            | 第13回出場（乱入） （漫画のみ）                                    |

### 各大会出場MF
複数のMFの出場が確認されている大会に出場したMF（モビルファイター）を記載。優勝したMFのみ判明している大会は記載しない（歴代優勝MFも参照）。
| モビルファイター名           | 代表国・備考              |
| 第4回大会出場MF              | 第4回大会出場MF           |
| ---------------------------- | ------------------------- |
| フェイロンガンダム           | ネオチャイナ              |
| ファラオガンダムIV世         | ネオエジプト              |
| 第7回大会出場MF              |                           |
| カイザーガンダム             | ネオドイツ                |
| ディアボロガンダム           | ネオイタリア              |
| コウガガンダム               | ネオチャイナ              |
| モスクガンダム               | ネオロシア                |
| エッフェルガンダム           | ネオフランス              |
| ガンダムフリーダム           | ネオアメリカ              |
| ガンダムスパルタン           | ネオギリシャ              |
| バラモンガンダム             | ネオインド                |
| ヤマトガンダム               | ネオジャパン              |
| 第10回大会出場MF             |                           |
| ブリテンガンダム             | ネオイングランド          |
| ディック・ザ・ガンダム       | ネオドードー （漫画のみ） |
| 第11回大会出場MF             |                           |
| ブリテンガンダム             | ネオイングランド          |
| タントラガンダム             | ネオネパール              |
| マンモスガンダム             | ネオシベリア              |
| タイガー・ジェット・ガンダム | ネオドードー （漫画のみ） |
| 第12回大会出場MF             |                           |
| クーロンガンダム             | ネオホンコン              |
| ブリテンガンダム             | ネオイングランド          |
| ウルベ機（名称不明）         | ネオジャパン              |
| アブドーラ・ザ・ガンダム     | ネオドードー （漫画のみ） |
| アッガイファイト出場MF       |                           |
| シャイニングアッガイ         | ネオジャパン              |
| アッガイマックスター         | ネオアメリカ              |

#### 第13回大会出場MF
ここでは、主にテレビアニメ『機動武闘伝Gガンダム』に登場した機体について記述する。
| モビルファイター名         | 代表国・備考              |
| -------------------------- | ------------------------- |
| シャイニングガンダム       | ネオジャパン              |
| ゴッドガンダム             | ネオジャパン              |
| クーロンガンダム           | ネオホンコン              |
| マスターガンダム           | ネオホンコン              |
| ゼウスガンダム             | ネオギリシア              |
| ジョンブルガンダム         | ネオイングランド          |
| ガンダムマックスター       | ネオアメリカ              |
| ガンダムマックスリボルバー | ネオアメリカ （漫画のみ） |
| ガンダムローズ             | ネオフランス              |
| ガンダムヴェルサイユ       | ネオフランス （漫画のみ） |
| ドラゴンガンダム           | ネオチャイナ              |
| ガンダムダブルドラゴン     | ネオチャイナ （漫画のみ） |
| バイキングガンダム         | ネオノルウェー            |
| ボルトガンダム             | ネオロシア                |
| ガンダムボルトクラッシュ   | ネオロシア （漫画のみ）   |
| ガンダムゼブラ             | ネオケニア                |
| ガンダムシュピーゲル       | ネオドイツ                |
| マーメイドガンダム         | ネオデンマーク            |
| コブラガンダム             | ネオインド                |
| ランバーガンダム           | ネオカナダ                |
| ジェスターガンダム         | ネオポルトガル            |
| アシュラガンダム           | ネオシンガポール          |
| マンダラガンダム           | ネオネパール              |
| マタドールガンダム         | ネオスペイン              |
| スカルガンダム             | ネオマレーシア            |
| テキーラガンダム           | ネオメキシコ              |
| ノーベルガンダム           | ネオスウェーデン          |
| ファラオガンダムXIII世     | ネオエジプト              |
| ミナレットガンダム         | ネオトルコ                |
| テムジンガンダム           | ネオモンゴル              |
| ネロスガンダム             | ネオイタリア              |
| ネーデルガンダム           | ネオオランダ              |
| ガンダムマグナート         | ネオポーランド            |
| アラクノガンダム           | ネオキューバ              |
| スカッドガンダム           | 不明                      |
| ブローニングガンダム       | ネオベルギー （漫画のみ） |
| 社長ガンダム               | ネオドードー （漫画のみ） |
| クイダオレガンダム         | ネオオオサカ （漫画のみ） |

#### 歴代優勝MF
| モビルファイター名     | 大会回数               | 代表国           | ガンダムファイター       | 大会登録番号  |
| ---------------------- | ---------------------- | ---------------- | ------------------------ | ------------- |
| バルカンガンダム       | 第1回ガンダムファイト  | ネオギリシャ     | ヘローダ・ディオニソス   | GF1-035NGR    |
| ガンダムフリーダム     | 第2回ガンダムファイト  | ネオアメリカ     | フィアー・フィラデル     | GF2-014NA     |
| ファラオガンダムIII世  | 第3回ガンダムファイト  | ネオエジプト     | ダハール・ムハマンド     | GF3-013NE     |
| フェイロンガンダム     | 第4回ガンダムファイト  | ネオチャイナ     | サイ・フェイロン         | GF4-005NC     |
| バロンガンダム         | 第5回ガンダムファイト  | ネオフランス     | フェルナンド・ロワール   | GF5-026NF     |
| ガンダムトーネード     | 第6回ガンダムファイト  | ネオイタリア     | ビットリオ・アルジェント | GF6-021NI     |
| カイザーガンダム       | 第7回ガンダムファイト  | ネオドイツ       | ウォルフ・ハインリッヒ   | GF7-021NG     |
| コサックガンダム       | 第8回ガンダムファイト  | ネオロシア       | スキレイ・ジリノフス     | GF8-011NR     |
| ブリテンガンダム       | 第9回ガンダムファイト  | ネオイングランド | ジェントル・チャップマン | GF9-003NEN    |
| ブリテンガンダム       | 第10回ガンダムファイト | ネオイングランド | ジェントル・チャップマン | GF10-001NEN   |
| ブリテンガンダム       | 第11回ガンダムファイト | ネオイングランド | ジェントル・チャップマン | GF11-001NEN   |
| クーロンガンダム       | 第12回ガンダムファイト | ネオホンコン     | 東方不敗マスター・アジア | GF12-035NH    |
| ゴッドガンダム         | 第13回ガンダムファイト | ネオジャパン     | ドモン・カッシュ         | GF13-017NJ II |
| ハイパーゴッドガンダム | 第14回ガンダムファイト | ネオジャパン     | ユウゴ・カガミ           | GF14-001NJ    |

### シャッフル同盟関連MF
シャッフル同盟となった人物がその前後に搭乗したMF（モビルファイター）を記載。
| 称号                   | 人名                                          | モビルファイター                       |
| ---------------------- | --------------------------------------------- | -------------------------------------- |
| キング・オブ・ハート   | シュウジ・クロス （東方不敗マスター・アジア） | ヤマトガンダム（漫画のみ）             |
| キング・オブ・ハート   | シュウジ・クロス （東方不敗マスター・アジア） | シャッフル・ハート                     |
| キング・オブ・ハート   | シュウジ・クロス （東方不敗マスター・アジア） | クーロンガンダム                       |
| キング・オブ・ハート   | シュウジ・クロス （東方不敗マスター・アジア） | マスターガンダム                       |
| キング・オブ・ハート   | ドモン・カッシュ                              | シャイニングガンダム                   |
| キング・オブ・ハート   | ドモン・カッシュ                              | シャイニングアッガイ（漫画のみ）       |
| キング・オブ・ハート   | ドモン・カッシュ                              | ゴッドガンダム                         |
| クイーン・ザ・スペード | マックス・バーンズ                            | ガンダムフリーダム                     |
| クイーン・ザ・スペード | マックス・バーンズ                            | シャッフル・スペード                   |
| クイーン・ザ・スペード | チボデー・クロケット                          | ガンダムマックスター                   |
| クイーン・ザ・スペード | チボデー・クロケット                          | アッガイマックスター（漫画のみ）       |
| クイーン・ザ・スペード | チボデー・クロケット                          | シャッフル・スペード（漫画のみ）       |
| クイーン・ザ・スペード | チボデー・クロケット                          | ガンダムマックスリボルバー（漫画のみ） |
| ジャック・イン・ダイヤ | ナシウス・キルヒャ                            | エッフェルガンダム（漫画のみ）         |
| ジャック・イン・ダイヤ | ナシウス・キルヒャ                            | シャッフル・ダイヤ                     |
| ジャック・イン・ダイヤ | ジョルジュ・ド・サンド                        | ガンダムローズ                         |
| ジャック・イン・ダイヤ | ジョルジュ・ド・サンド                        | シャッフル・ダイヤ（漫画のみ）         |
| ジャック・イン・ダイヤ | ジョルジュ・ド・サンド                        | ガンダムヴェルサイユ（漫画のみ）       |
| クラブ・エース         | アラン・リー                                  | コウガガンダム（漫画のみ）             |
| クラブ・エース         | アラン・リー                                  | シャッフル・クラブ                     |
| クラブ・エース         | サイ・サイシー                                | ドラゴンガンダム                       |
| クラブ・エース         | サイ・サイシー                                | シャッフル・クラブ（漫画のみ）         |
| クラブ・エース         | サイ・サイシー                                | ガンダムダブルドラゴン（漫画のみ）     |
| ブラック・ジョーカー   | トリス・スルゲイレフ                          | モスクガンダム（漫画のみ）             |
| ブラック・ジョーカー   | トリス・スルゲイレフ                          | シャッフル・ジョーカー                 |
| ブラック・ジョーカー   | アルゴ・ガルスキー                            | ボルトガンダム                         |
| ブラック・ジョーカー   | アルゴ・ガルスキー                            | シャッフル・ジョーカー（漫画のみ）     |
| ブラック・ジョーカー   | アルゴ・ガルスキー                            | ガンダムボルトクラッシュ（漫画のみ）   |

## ア行

### アシュラガンダム
ネオシンガポール代表。ガンダムファイターはラセツ・ダガッツ。
タッグマッチで戦うこととなった決勝トーナメントでドモンのゴッドガンダム、アレンビー・ビアズリーのノーベルガンダムのタッグと対戦した。ネオマレーシアのスカルガンダムとタッグを組む。その名の通り阿修羅のような6本の腕を持ち、脚部と腕部2つが分離・合体して相手を押さえ込むサポートメカとなる。超絶紅蓮という必殺技も持っていたが、ドモン・アレンビーペアには通じなかった。終盤、ガンダム連合として、デビルガンダムの地球侵攻阻止に駆けつけていた。
元は児童誌で募集した読者デザインを大河原邦男がクリンナップしたもの。

### アブドーラ・ザ・ガンダム
第12回ガンダムファイトのネオドードー代表。劇中登場したのは名前と上半身だけで、ファイターなど詳細は不明。
伊達直子の台詞に登場、代表決定戦にて伊達博士の開発したガンダムを倒して代表に選ばれたことが語られた。褐色の肌で恰幅がいい禿頭の男性を思わせる、丸みを帯びたボリュームのある体型。両手指には皺があり、額には何本もの縦溝が入っている。

### アラクノガンダム
ネオキューバ代表。ガンダムファイターはフランク・ガストロ。
重量級の機体で、腕には大型の斧を装備している。アラクノとはギリシア語で「蜘蛛の巣」を意味する言葉であり、その名の通りバックパックに6本の隠し腕・タランチュラクローを持ち、接近戦に持ち込み不意を突く戦法を取るはずだった。しかし対ガンダムローズ戦でその技を披露する前に、乱入したシャイニングガンダムに倒された。
その後のガンダム連合に参加している。

### ウルベ機（名称不明）
第12回ガンダムファイトのネオジャパン代表MF。ガンダムファイターはウルベ・イシカワ。
当初の設定では、決勝大会でクーロンガンダムに敗れる。
性能や技などは不明だが、紺と黄をベースにした鎧武者のようなデザイン。
シャイニングガンダムの初期画稿を手直したデザインを使用している。
ウェブ小説『機動武闘伝Gガンダム外伝 The East is Burning Red 英雄変生』にて正式名称は「ウルベガンダム」と判明し、サバイバル・イレブン中のキョウトにてネオスウェーデンのノーベルガンダム・ルンドと共にクーロンガンダムを強襲するが両機とも敗れた。

### エッフェルガンダム
ネオフランス代表。ガンダムファイターはナシウス・キルヒャ。大会登録番号GF7-019NF。

## カ行

### カイザーガンダム
第7回ガンダムファイトのネオドイツ代表。大会登録番号はGF7-021NG。ガンダムファイターはウォルフ・ハインリッヒ。
序盤から2対1で戦っていても無傷で勝利するような圧倒的な強さをみせつけるが、ウォルフのガンダムファイトへの参加は謎の組織カオスの計画を阻止するためだった。最終的にカオスの計画（最終兵器）を潰す役目はシュウジ達シャッフル同盟が担うこととなり、自身は多数のカオスの部下を相手にガンダムファイトを行い、優勝を果たす（カオスの部下の優勝を阻止する）。
デザインはガンダムシュピーゲルの初期稿をアレンジして流用。

### ガンダムスパルタン
ネオギリシャ代表。ガンダムファイターはデロス・アルゴス。

### ガンダムゼブラ
ネオケニア代表。ガンダムファイターはコンタ・ン・ドゥール。
決勝リーグ進出を果たした機体の一つ。両肩からシマウマの毛皮をまとったような形状とカラーリングになっている。機動性が極めて高く、スピードと瞬発力は大会屈指である。
漫画『超級!機動武闘伝Gガンダム』では、その毛皮の色合いを生かして背景のサバンナに溶け込む神出鬼没ぶりを見せ、さらにシマウマ譲りの強烈な後ろ蹴りを披露するが、チボデーのガンダムマックスリボルバーのデビュー相手として「一蹴」された。

### ガンダムフリーダム
同名の機体だが、第7回大会のガンダムフリーダムはマックス・バーンズの兄が作った別機体。

#### ガンダムフリーダム（第2回大会）
ネオアメリカ代表。ガンダムファイターはフィアー・フィラデル。大会登録番号GF2-014NA。第2回大会を優勝したMF。

#### ガンダムフリーダム（第7回大会）
ネオアメリカ代表。ガンダムファイターはマックス・バーンズ。大会登録番号GF7-023NA。

### ガンダムマグナート
ネオポーランド代表。ガンダムファイターはチェルシー・ワレサ。
ネオポーランドのMF開発技術は他国に比べ発展途上であり、本機も他国のMFと比較してもスペックで見劣りする。サバイバルイレブンでガンダムローズに敗れたため、決勝リーグには進出していない。
機体名の「マグナート」とは、現実のポーランドにおけるかつての貴族階級を指す総称である。

### ガンダムマスク
第13回ガンダムファイト開催中に出現した謎のMF。ガンダムファイターは元女子プロレスラーの伊達直子。
各地でガンダムファイトに参戦する機体を襲い、倒した後に頭部外装を剥がして持っていくため、各地で恐れられていた。剥がされたのは外装だけなので「完全破壊」ではなく、失格にこそならないが名誉は著しく傷つく。既にネオアメホン・ネオソマリア・ネオホッカイドウ、そしてネオオオサカの「クイダオレガンダム」が倒されており、このままではガンダムファイトの威厳にも関わる問題のため、委員会から直々にドモンに退治依頼が来ていた。
搭乗者のプロレスの技を完璧に再現できる機体のはずなのだが、劇中見せた戦い方は、ヒールレスラーのラフファイトそのもの。口から強酸性の「ガンダム毒霧」（敵の顔面に吹きかける）、拳にはトゲつきの「ガンダムメリケンサック」、さらに「ガンダム灯油缶」「ガンダムパイプいす」「ガンダムフォーク」（ビームと推測される）「ガンダム目つぶし」（指でアイカメラを突く技）「ガンダムテーブル」（木製の長テーブルを思わせる形状で二つに割って突き立てる）などなど、全身に備えた108の凶器を使用した。モビルファイターサイズのテーブルやパイプ椅子は、どう見ても身体に収納できる物ではなさそうだが、詳しいメカニズムは不明。他、登場時はクイダオレガンダムの頭部外装をマスクとしてかぶっており、それに付いていた頭部バルカンも使用できた。
その正体は、伊達博士がネオドードー代表として開発するも、正式採用されなかった機体・コードネーム「NAOKO」。過去第10、11、12回の三つの代表決定戦で、自分の開発した機体にバルカンとビームサーベルしか持たせずに敗れてきた伊達博士は、自らの研究所「ガンダムの穴」にて「手段を選ばずに勝つ」この機体を作り上げた。しかし13回でも結局書類審査で落選、オオガネの「社長ガンダム」が採用されてしまった。直子はその父の無念を晴らそうとしていた。
操縦にはモビルトレースシステムと同時にその補助として、直子の頭に装着されたメタルバンダナのコントロールシステムを使用し、脳波で操縦していると推測される。そしてそのバンダナには、「ガンダム」をキーワードとして装着者を戦マシーンにする催眠プログラムも組み込まれていた。
シャイニングガンダムを凶器攻撃で苦しめるも「クリーンファイトの伊達直子とラフファイトのNAOKO、ファイターと機体の特性が異なるのが落選した理由」だとドモンに看破され、「本物のガンダムの力の輝き」をまとったシャイニング・フィンガーで倒される。しかしマスクを剥がされただけで頭部は無傷、その下には髪の色以外は直子そっくりの人間の頭部が隠れていた。頭部以外も人間の女性の体型を再現しており、他のモビルスーツ・モビルファイターとは別物のデザインラインである。

### クイダオレガンダム
第13回ガンダムファイトの新興国・ネオオオサカのガンダム。ガンダムマスクの襲撃で破壊され、頭部外装を持ち去られてしまう。虎縞ユニフォームに巨大なカニのオブジェと、大阪の要素がふんだんに取り入れられた意匠。
搭乗者は細面で眉毛が薄い、パンチパーマでグラサンの男（姓名不明）。元々は警官だったらしく、事件発覚後、上司の署長に「このどアホ、わしのカオに泥ぬりくさって!」と怒りの拳銃を向けられ命乞いしていた。

### コウガガンダム
ネオチャイナ代表。ガンダムファイターはアラン・リー。大会登録番号GF7-010NC。

### コブラガンダム
ネオインド代表。ガンダムファイターはチャンドラ・シジーマ。
専用のMFキャリアーが壷型であり、サポートユニットと合体し巨大なコブラ型となって戦う。尾の部分で締め上げたところでMF部分が分離し止めを刺すという戦法をとる。尾をコントロールするのはペットの大蛇。笛状の武器ビームパイパーはビームソードにも変化する。

## サ行

### ジェスターガンダム
ネオポルトガル代表。ガンダムファイターはロマリオ・モニーニ。
ファイターのロマリオは相手の技をコピーする戦い方を得意とし、運動性を高めた細身の四肢と内蔵兵器によって様々なガンダムファイターの技を再現することが可能。ジェスターは宮廷道化師を意味する。ロマリオは普段からピエロの扮装をしており、機体もピエロの顔状の独楽形態（トップモード）に変形する機能を持っている。相手の油断を誘うためとされるが、偶然にもチボデーがピエロに対してトラウマをもっていたため、ガンダムマックスターを圧倒した。バルーンビットによりガンダムローズにも勝利したが、『超級!機動武闘伝Gガンダム』ではガンダムローズに代わって登場した新型MF、ガンダムヴェルサイユには通用せず、新型機の性能を見せつけられる結果に終わっている。

### 社長ガンダム
第13回ガンダムファイトのネオドードー代表。ガンダムファイターはモッチー・オオガネ（「大金持ち」のもじり）。
重装甲・大火力の機体で、両肩のビームキャノン、手持ち式の大型銃「メガ社長バスター」を装備。頭部はネクタイ鉢巻に葉巻をくわえ、胸部は背広からワイシャツとネクタイが覗いており、両手指には宝石指輪を多数と、乗っているファイター同様の羽振りの良い中年男性を思わせる姿。
搭乗者に格闘技の心得がないと推測され、火力に任せて殲滅する戦い方をとる。しかしシャイニングガンダムには通用しなかった。過去にはジョナサン博士の研究所を襲撃、博士の殺害にも使用されている。

### ジャンピングガンダム
第13回ガンダムファイト開催中のネオドードー（オーストラリア近海の架空の国家）に出現した謎のモビルファイター。ボクシンググローブをはめたカンガルーの姿に酷似。ガンダムファイターも人間ではなく、カンガルーの「カンちゃん」。
地球の企業「アミーゴスカンパニー」が復興したリゾート地「ドードービーチ」に突如出現、街を破壊し「街を出て行け。でないと3日後にまたくるぞ」というメッセージを残した。その3日後にあたる日に、オオガネ社長の依頼で調査のため訪れていたドモンと交戦。
太ももにあたる部分に高機動スラスターを装備しており、非常に滞空時間の長いジャンプができる。頭部にはバルカンも装備。戦い方は見た目通りのボクシングスタイルで、必殺の「インビジブル（見えない）・アッパー」を持つ。しかしそれは実は、彼女の仔カンガルーが操縦する「仔カンガルー型MF（仮）」が腹部の袋から飛び出して下から奇襲する、という技だった。カンちゃんもこの機体も、ネオドードーのジョナサン博士の開発作品であり、カンちゃんは博士の愛した島を取り戻そうとしていた。

### ジョンブルガンダム
ネオイングランド代表。ガンダムファイターはジェントル・チャップマン。
第9・10・11回大会を三連覇した最強の誉れも高いガンダムファイター、チャップマンのMF。第12回大会でクーロンガンダムに敗れているため、それまで乗っていたブリテンガンダムに代えて乗った機体である。
ブリテンガンダムを引き継いだビームライフルを主武装とする機体で、長距離射撃を中心とした戦術を想定している。接近戦のスタイルは銃剣術に近い。しかし第13回大会でチャップマンがとった戦術は、人工霧にまぎれて、複数のダミーMSカッシングを使って狙撃を行なうという卑怯なものだったが、カッシングを操っていたのはチャップマンの妻マノンの独断であり、理由は体がボロボロの夫を助けるためであった。ドモンのシャイニングガンダムとのファイトにおいて、シャイニングフィンガーで頭部を破壊され失格となり、限界を迎えたチャップマンも戦死した。だが、ウォンの策謀によりDG細胞で復活したチャップマンと共に決勝大会に進出。デビルガンダム四天王の一角、グランドガンダムが擬態したジョンブルガンダムが運用された。
「ジョン・ブル」はイギリス人に対する蔑称であるため、英語版ではRoyal Gundam（ロイヤルガンダム）という名称に変更されている。

### スカッドガンダム
所属不明。ガンダムファイターも大会登録番号も不明。
第2話の冒頭でガンダムマックスターに一瞬にして敗れたMF。詳細は不明。一部では「中東某国の」と表記されている。
英語版ではDesert Gundam（デザートガンダム）という名称に変更されている。

### スカルガンダム
ネオマレーシア代表。ガンダムファイターはガラ・ガーラ。
各所にドクロの意匠を持つガンダム。急遽決まった決勝トーナメントのタッグマッチでネオシンガポールのアシュラガンダムとタッグを組む。骸骨をモチーフにしているだけあって四肢はかなり細いが、内蔵武器が豊富で、溶解液や火炎放射などトリッキーな戦法をとる。火炎金剛龍という必殺技を持つが、結局はドモン・アレンビーペアに敗れた。終盤、ガンダム連合として、デビルガンダムの地球侵攻阻止に駆けつけていた。
アシュラガンダムと同じく、元は児童誌で募集した読者デザインを大河原邦男がクリンナップしたもの。

### スノーミラージュガンダム
ネオグリーンランドのMF。

### スフィンクスガンダム
ネオエジプトのMF。
デビルガンダムとの最終決戦時にネオエジプトコロニーから発進した。その姿はスフィンクスに酷似。

### ゼウスガンダム
ネオギリシア代表。ガンダムファイターはマーキロット・クロノス。
優勝候補の一角であるパワータイプの機体。モチーフはギリシア神話の主神ゼウス。サポートメカである、モビルホース・ハーキュリーと一体化した二輪馬車を駆り戦う。背中に大きな翼を持ち、飛行能力も持つ。決勝バトルロイヤルに進出するが、その際はDG細胞に侵されたことでパワーアップしていた。

## タ行

### タイガー・ジェット・ガンダム
第11回ガンダムファイトのネオドードー代表モビルファイター。劇中登場したのは名前と上半身だけで、ガンダムファイターなど詳細は不明。
伊達直子の台詞にて登場、代表決定戦にて伊達博士の開発したガンダムを倒して代表に選ばれたことが語られた。頭部はターバンを巻いた形状で、口があり上下の歯がむきだしになっている。さらにそこにフルーレ状の剣をくわえている。モデルはタイガー・ジェット・シンだと思われる。

### タントラガンダム
第11回ガンダムファイトのネオネパール代表。ガンダムファイターはキラル・メキレル。
頭部にV字アンテナがなく、センサーもバイザー状になっている異質な形状をしている。両腕に3連の巨大なビームクローを持ち、機動性を生かして相手を両断する戦法を得意とした。第11回大会の優勝候補と目されていたが、敗退した。
デザインはマンダラガンダムの初期稿である。

### ディアボロガンダム
ネオイタリア代表。ガンダムファイターはジェノバ・ブラッツィ。ディアボロはイタリア語で悪魔のこと。大会登録番号GF7-001NI。

### ディック・ザ・ガンダム
第10回ガンダムファイトのネオドードー代表モビルファイター。劇中登場したのは名前と上半身だけで、ガンダムファイターなど詳細は不明。
伊達直子の台詞にて登場。代表決定戦で、伊達博士の開発したバルカンとビームサーベルのみの武装のガンダムを倒して代表に選ばれたことが語られた。角ばった頭部で、口があり葉巻らしきものをくわえている。
モデルはディック・ザ・ブルーザーこと、ウィリアム・アフィルス。

### テキーラガンダム
ネオメキシコ代表。ガンダムファイターはチコ・ロドリゲス。
水中戦を得意とする。ソンブレロ（帽子）を模した頭部にファンが仕込まれており、そこから発生させる渦巻きで敵を拘束しビームトライデントで止めという戦法を取る。腕と右肩はサボテン風のデザインであり、総監督の今川泰宏の要望で付けられた。
ガンダムファイターのチコが戦い以外に心を奪われていたこともあり、シャイニングガンダムに敗れた。
英語版ではSpike Gundam（スパイクガンダム）という名称に変更されている。

### テムジンガンダム
ネオモンゴル代表。ガンダムファイターはキル・ハーン。
テムジンシュミッターという二振りの実体剣が唯一の武装で、これを用いた二刀流で戦う。サバイバルイレブンでのガンダムマックスターとのファイトではサイクロンパンチを破り、頭部を刎ねる寸前まで追い込むが、デビルガンダムのトラウマが蘇り半ば錯乱したチボデーに滅多打ちにされ敗北した。ネオモンゴルは他国よりもガンダムファイト参加の歴史が浅く、本機の性能も優れたものではないがガンダムファイターの技量で善戦、健闘した。

### テンロウガンダム
同名機体だが、デザインは異なるため、別機体。別の国の別の大会の代表候補のため関連性もないと思われるが、第13大会のテンロウガンダムを開発したネオモンゴルやネオチャイナが技術提供をした可能性やネオジャパンが技術を盗んだ可能性もある（第13大会のテンロウガンダムが登場する『機動武闘伝外伝』でニンジャーがテンロウガンダムの偵察をしている）。

#### テンロウガンダム（第13回大会）
『機動武闘伝外伝』に登場するネオモンゴル代表候補MF。ネオチャイナが制作に関わったMF。テムジンガンダムの後継機として決勝用に開発されていたとされる。

#### テンロウガンダム（第14回大会）
『機動武闘伝Gガンダム外伝 "ザ・ネクスト・ジェネレーション"（新たなる闘い）』に登場するネオジャパン代表候補MF。

## ナ行

### ネロスガンダム
ネオイタリア代表。ガンダムファイターはミケロ・チャリオット。
古代ローマ時代の闘士が反映された重厚な外見だが機動性は高い。両脚に16門の「サテリコンビーム砲」を装備し、ミケロの得意技「銀色の脚」でさらに強化される。ドモンのシャイニングガンダムと第13回大会最初のガンダムファイトを展開するが、シャイニングフィンガーで頭部を破壊され敗戦、失格となる。後にウォンの策謀により決勝大会に出場し（実際にはデビルガンダム四天王の一角ガンダムヘブンズソードが擬態したもの）、新必殺技の「虹色の脚」を用いてゴッドガンダムと戦った。
なお、アニメ版第1話冒頭で登場した、すなわち放映上最初に登場したモビルファイターである。

### ネーデルガンダム
ネオオランダ代表。ガンダムファイターはルドガー・バーホーベン。
胸に巨大な風車を装備したMF。腕部・脚部を収納して顔を隠すことによって「風車小屋」に変形できるほか、脚部を収納した状態で風車を機体底部に移動させることによって「飛行モード」に変形できる。必殺技は胸部の羽根を回転させて猛烈な竜巻を発生させる「ネーデルタイフーン」。
決勝トーナメント開始までの11か月間を変形機能で風車小屋に偽装してやり過ごした後、デビルガンダムとの最終決戦ではネオオランダコロニーからネーデルガンダムMk2-Mk40が発進し、ネーデルガンダム部隊を形成した。
アーケードゲーム『機動戦士ガンダム ガンダムVS.ガンダム』では、ゴッドガンダムの支援機（モビルアシスト）を務める。
英語版ではHurricane Gundam（ハリケーンガンダム）という名称に変更されている。

## ハ行

### バイキングガンダム
ネオノルウェー代表。ガンダムファイターはエリック・ザ・バイキング。
あまり目立つ場面は無いが、決勝大会に進出している実力派。モチーフはバイキング。船型のサポートメカ・オセベルクと合体してオーセベリーモードとなった場合、水上での機動性は非常に高い。船の櫂のようなヒートオールで戦う。また、全身にミサイルを内蔵しており、頭部の口に当たる部分からは火炎放射器が搭載されている。
劇中ではガンダムシュピーゲルに瞬殺された。しかし終盤修復されたのか、ガンダム連合として、デビルガンダムの地球侵攻阻止に駆けつけていた。

### バラモンガンダム
ネオインド代表のMF。

### バロンガンダム
同名機体だが、別の国の別の大会の代表候補である。

#### バロンガンダム（第5回大会）
第5回ガンダムファイトのネオフランス代表。ガンダムファイターはフェルナンド・ロワール。大会登録番号はGF5-026NE。フェルナンドはこの機体で第5回大会を優勝している。

#### バロンガンダム（第13回大会）
雑誌『ホビージャパン』の「ガンダムウェポンズ」に登場したMF。

### バンニンガンダム
『機動武闘伝Gガンダム外伝 死亡の塔（タワー・オブ・デス）』に登場するMF。搭乗者は巻物が示す場所にいる封印の番人。

### ファラオガンダム
ネオエジプト代表の歴代MF群。デザインは、確認されるMFは全て酷似しているが、全て別機体となっている。
英語版では宗教的な名称を嫌う為、「Mummy Gundam（マミーガンダム）」という名称に変更されている。

#### ファラオガンダムIII世
第3回ガンダムファイトのネオエジプト代表（IIIはローマ数字の3）。ガンダムファイターはダハール・ムハマンド。大会登録番号はGF3-013NE。ダハールはこの機体で第3回大会を優勝している。

#### ファラオガンダムIV世
第4回ガンダムファイトのネオエジプト代表（IVはローマ数字の4）。ガンダムファイターはダハール・ムハマンド。
第3回大会で優勝したダハールが第4回大会で使用したMF。第4回大会の決勝でサイ・サイシーの祖父、サイ・フェイロンのフェイロンガンダムに敗れ、ダハールも死亡してしまう。その後、機体共々埋葬されていたが、DG細胞によって甦り、ファラオガンダムXIII世やサイシーを襲った。
ときた洸一の漫画版では第13回大会のネオエジプト代表として登場し、ガンダムローズに敗れるが既にDG細胞に感染しており、その後のシャイニングガンダム戦の最中に復活して乱入した。
デザインのモチーフは古代エジプトの王族。

#### ファラオガンダムXIII世
ネオエジプト代表（XIIIはローマ数字の13）。ガンダムファイターはカウラー・ラムゼス。
ネオエジプトは代々ファラオガンダムという名前で大会に参加しており、13回大会にはXIII世で登録している。整備中にDG細胞に侵されたファラオガンダムIV世（IVはローマ数字の4）に襲われ大破する。武装など詳しいことは不明。
デザインのモチーフは古代エジプトの一般兵。

### フェイロンガンダム
第4回ガンダムファイトのネオチャイナ代表。大会登録番号はGF4-005NC。ガンダムファイターはサイ・フェイロン。
第4回大会で優勝した機体。ファイターであるサイ・フェイロンは第13回大会のネオチャイナ代表サイ・サイシーの祖父。巨大な刀を武器としていたようだが詳細は不明。DG細胞で甦ったファラオガンダムIV世はドラゴンガンダム＝サイシーをかつてのライバルと誤認して戦いを挑んだ。
デザインはドラゴンガンダムの初期稿をアレンジして流用。

### ブリテンガンダム
ネオイングランド代表。ガンダムファイターはジェントル・チャップマン。
第9・10・11・12回大会に出場。大会登録番号はGF9-003NEN（第9回）・GF10-001NEN（第10回）・GF11-001NEN（第11回）・GF12-001NEN（第12回）。第9・10・11回大会で三連続優勝を飾り、第12大会でも3位という好成績を残す。一方で射撃性能に偏重した本機が三連覇したという事実は、ガンダムファイトの火器使用への傾斜とモビルファイターの兵器化という弊害をもたらすことに繋がった。この風潮を正すために東方不敗は12回大会に参戦し優勝、ガンダムファイトにおける格闘戦の重要性を再認識させることになる。
第12回大会ではクーロンガンダムに破壊されたため、第13回大会はジョンブルガンダムでの参加となる。

### ブラックガンダム
第14回ガンダムファイトのネオジャパン代表候補。ガンダムファイターはアラン・ミカザキ。
「テンロウガンダム」を使い、「ハイパーゴッドガンダム」のデータを採取するが、スーパーモードの前に敗れている。

### ブローニングガンダム
『硝煙の果て』に登場した機体。第13回ガンダムファイトのネオベルギーのガンダムで、ガンダムファイターはジョン・ブローニング。
一度頭部を破壊され失格となったあと、ジョンの手で非公式に修理されていた。失格によって失った自身の誇りを取り戻すため、また妹の無念を晴らすため、たまたま同地を訪れたドモンを襲撃して戦いとなる。そのため、両者の戦いは正式なガンダムファイトとは認定されない。
実弾兵器（銃火器）を使用した遠距離・中距離の射撃戦に特化した機体で、両肩には折りたたみ式の大型バルカン、手持ち武器としてオートマチック拳銃を装備。しかし敗退した原因は、その拳銃のジャム（作動不良）にあった。
修理後は機動性を強化してあり、格闘戦を挑もうとするドモンと間合いを取る。修理されたあとの機体の頭部には、自決用の爆薬が仕込まれていた。最期はシャイニングフィンガーをわざと受け、その爆薬で散った。

## マ行

### マーメイドガンダム
ネオデンマーク代表。ガンダムファイターはハンス・ホルガー。
名前はマーメイド（人魚）だが、その外見はむしろマーマン。両手両足を収納したフィッシュモードに変形すると、水中機動能力が格段に向上する。ビームネットを備え、捕獲した敵を三叉の矛マーメイドトライデントで止めを刺す。
決勝大会でのサイ・サイシー戦前の試合（相手はマタドールガンダム）を見たドモンから、機体の限界を当てられる（持ってあと一戦と言われ、ハンス自身もそれを承知でテクニックでカバーしていた）。ドラゴンガンダム戦では得意の水中戦で追い詰めるがサイシーの負傷を厭わない奇策に敗れた。

#### マーメイドガンダムプロトタイプ
ネオデンマーク所属のガンダム。ガンダム連合の一員としてマーメイドガンダムと共に登場。カニやエビ、アンコウ、タコやヒラメ、エイといった海洋生物を模しているMF群である。
漫画『超級!機動武闘伝Gガンダム』ではハンスの妹セシルがその内の一機に搭乗して操縦している。

### マタドールガンダム
ネオスペイン代表。ガンダムファイターはカルロス・アンダルシア。
名前は闘牛士だが、胴体は巨大な牛の頭を模した重装甲・超重量級のMF。手足を収納して牛頭状になりそのまま巨大なヒートホーンで相手を串刺しにする。赤いビーム幕を形成するビームクロスを使った一撃必殺のレッドフラッグ・カモンという必殺技を持つ。TV版では詳細不明の必殺技であったが、超級版で対戦相手を強制的に引き寄せ、とどめを刺す技と判明した。
英語版ではToro Gundam（トロガンダム）という名称に変更されている（「Toro」とはスペイン語で雄牛のこと）。

### マンダラガンダム
ネオネパール代表。ガンダムファイターはキラル・メキレル。
暗殺者を表すためか、覆面をしている。脚部は二本足でなく釣鐘状をしており、胸部を格納した巨大な釣鐘状の防御モードと上半身を露出したノーマルモードとに変形可能。腕部や胸部と脚部を繋ぐ部位は数珠状で、フレキシブルな動きを可能とする。錫杖に仕込んだビームサーベルに似る剣戟は、キラルの力量も相まって強力。また、遊環（錫杖の頭にあたる、複数の輪が通してある部位）から炎を噴き出させた状態で回転させ、連続で相手にぶつける「炎獄烈風」、他にキラル殺法を操る。
対戦前に相手ファイターをキラルが直接暗殺するという戦法で、決勝大会を不戦勝で勝ち抜く。しかし決勝大会でゴッドガンダムに敗れ、キラルは改心。終盤のデビルガンダムとの最終決戦では、他のガンダムファイター達を糾合して「ガンダム連合」を組織。そのリーダー格として、その腕を存分に振るった。特にその最終決戦で披露された「キラル殺法・曼陀羅円陣・極楽往生」は、本機を中心として12機のガンダムと曼荼羅を形成して繰り出す合体技である。

### マンモスガンダム
第11回ガンダムファイトのネオシベリア代表モビルファイター。ガンダムファイターは不明。
四足歩行のマンモス型ガンダム。第11回大会でタントラガンダムに敗北している。

### ミナレットガンダム
ネオトルコ代表。ガンダムファイターはセイット・ギュゼル。
巨大な半月刀ミナレットシュミッターを主武装に戦う。運動性能は高く、ミナレットシュミッターの切れ味も侮れない。セイットがレスリング選手であることからか「組み打ちが得意」とする資料もある（『超級!』ではシャイニングガンダムに対しジャーマン・スープレックスなどのプロレス技を仕掛けるシーンが描かれた）。DG細胞に侵された結果、想定外のパワーを発揮し、イスタンブールの西側半分を壊滅させた。
英語版ではScythe Gundam（サイズガンダム）という名称に変更されている。

### ミラージュガンダム
ネオフランス国内での代表決定戦に登場したMF。ガンダムファイターはジャン＝ピエール・ミラボー。
国内予選決勝でガンダムローズと対戦した。火力重視の機体だったが、ミラボーの暴走により観客を巻込む“マルセイユの悲劇”と呼ばれる事件を起こし、ガンダムローズに敗れた。その後、刑務所に収監されたことを逆恨みしたミラボーはミラージュガンダムを盗み出しジョルジュに復讐しにやってきた。DG細胞に感染していたため、自己増殖能力を用いて無限にミサイルを放つことが可能。なお、18世紀貴族風のデザインのガンダムローズに対して、ミラージュガンダムは20世紀のフランス軍兵士を模したと思われる筒型帽を始めとするデザインを施されている。
漫画『超級!機動武闘伝Gガンダム』では、バトラーベンスンマムをも融合してレイモンドを人質に取るという、さらに悪辣な暴挙に出たが、結局はジョルジュに返り討ちにされている。

### モスクガンダム
ネオロシア代表。ガンダムファイターはトリス・スルゲイレフ。大会登録番号GF7-018NR。

## ヤ行

### ヤマトガンダム
第7回ガンダムファイトのネオジャパン代表MF。大会登録番号はGF7-013NJ。ガンダムファイターはシュウジ・クロス。
漫画『ガンダムEXA』ではネオジャパン科学技術博物館に展示されていた本機に主人公レオス・アロイが搭乗し、ドモン・カッシュが搭乗するシャイニングガンダムとガンダムファイトを行っている（その際、ドモンはヤマトガンダムについて、師のMFだった事を示唆する発言をしている）。また、その後、シャイニングガンダムとともにデスアーミーの軍団と戦っている。

## ラ行

### ランバーガンダム
ネオカナダ代表。ガンダムファイターはアンドリュー・グラハム。
ボルトガンダムに匹敵する大会屈指のパワー機体。特に目立った技はないが、ファイターのグラハムは元宇宙刑事であり、非常に冷静な戦い方を行なうため強豪に位置づけられている。決勝大会にも進出した。
漫画『超級!機動武闘伝Gガンダム』では機体全体が巨大な斧に変形するという機能が追加され、アルゴへのわだかまりを捨てたグラハムは、己を刃として使えと叫んだ。そしてアルゴはそれに応え、巨斧の一撃でノーベルガンダムとゴッドガンダムを叩き伏せた。
英語版ではGrizzly Gundam（グリズリーガンダム）という名称に変更されている。

### ルンピニーガンダム
ネオタイランドのMF。

## ダーク・シャッフルの搭乗機
ウェブ小説『機動武闘伝Gガンダム外伝 The East is Burning Red 天地天愕』に登場。ドモンたちよりはるか昔のシャッフル同盟メンバーで構成される「ダーク・シャッフル」の搭乗機。ギアナ高地での戦い後に地下を移動していたデビルガンダムのDG細胞で生み出された機体で、各ダーク・シャッフルとしてのカムフラージュ形態などに姿を変えたり、戦闘で受けた損傷を自己修復することができる。
ダーク・ハートガンダム / ガンダム・マスター独狐（ガンダム・マスターどっこ）
リーダーの「ダーク・ハート」にして、マスター・アジアの姉弟子である「独狐求敗」の搭乗機。白いマスターガンダムのような外見で、9枚のファンネルプレートと扇子を装備している。流派・東方不敗の技に加えて独狐本人の技である「八方陣」をあつかい、ドモンのゴッドガンダムを寄せ付けないほどの圧倒的戦闘力を発揮する。
ダーク・スペードガンダム / ガンダムゴングジョー
「ダーク・スペード」こと「初代」の搭乗機。歴代の地下ボクシングチャンピオンの技を上乗せした「歴代パンチ」を得意技とし、現チャンピオンであるチボデーのマックスターを圧倒する。
ダーク・ダイヤガンダム / ガンダムフォローミー
「ダーク・ダイヤ」こと「JD」の搭乗機。全身がJD本人の鎧と同じ鏡面装甲で構成されており、これで敵の攻撃を反射したり、鏡面から分身である兵士ガンダムを大量に生み出して攻撃するといった芸当を可能にしている。
ダーク・クラブガンダム / ガンダムリアルカンフー
「ダーク・クラブ」こと「創始」の搭乗機。創始本人と同じ黒い胴着のような外装が特徴で、敵の攻撃エネルギーを変換して撃ち返「すエネルギー弾点穴」や、モビルトレースシステムを介して敵ガンダムファイター本人の点穴を突き意のままに操る技をもつ。
ダーク・ジョーカーガンダム / ガンダムマトリョーシュカ
「ダーク・ジョーカー」ことドミトリィ・オブローモフの機体。ほかの4機と異なりパイロットはコックピットに搭乗せず、遠く離れた宇宙から遠隔操作される。DG細胞の再生力を生かした連続自爆戦法を主体とし、自爆直前に敵をその身に包むことで巻き添えにする。